# La Última Cena (Rosselli)
La Última Cena es un fresco de Cosimo Rosselli y colaboradores, incluido Biagio d'Antonio, realizado entre 1481 y 1482 y que forma parte de la decoración del registro medio de la Capilla Sixtina en el Vaticano.

## Historia
Para sellar definitivamente la reconciliación con el papa Sixto IV, Lorenzo de Médici propuso que algunos de los más brillantes pintores florentinos marcharan a Roma para participar en el ambicioso proyecto de decorar la nueva capilla palatina del  Palacio Apostólico, iniciado en 1477. Entre los artistas que abandonaron Florencia en octubre de 1480 se encontraban Sandro Botticelli, Domenico Ghirlandaio y Cosimo Rosselli, que se unieron a Perugino, florentino "por adopción", probablemente ya en Roma. A cada artista le seguía un notable número de ayudantes, entre los que se encontraban artistas que pronto se consolidarían, como Luca Signorelli, Pinturicchio, Filippino Lippi, o Piero di Cosimo.

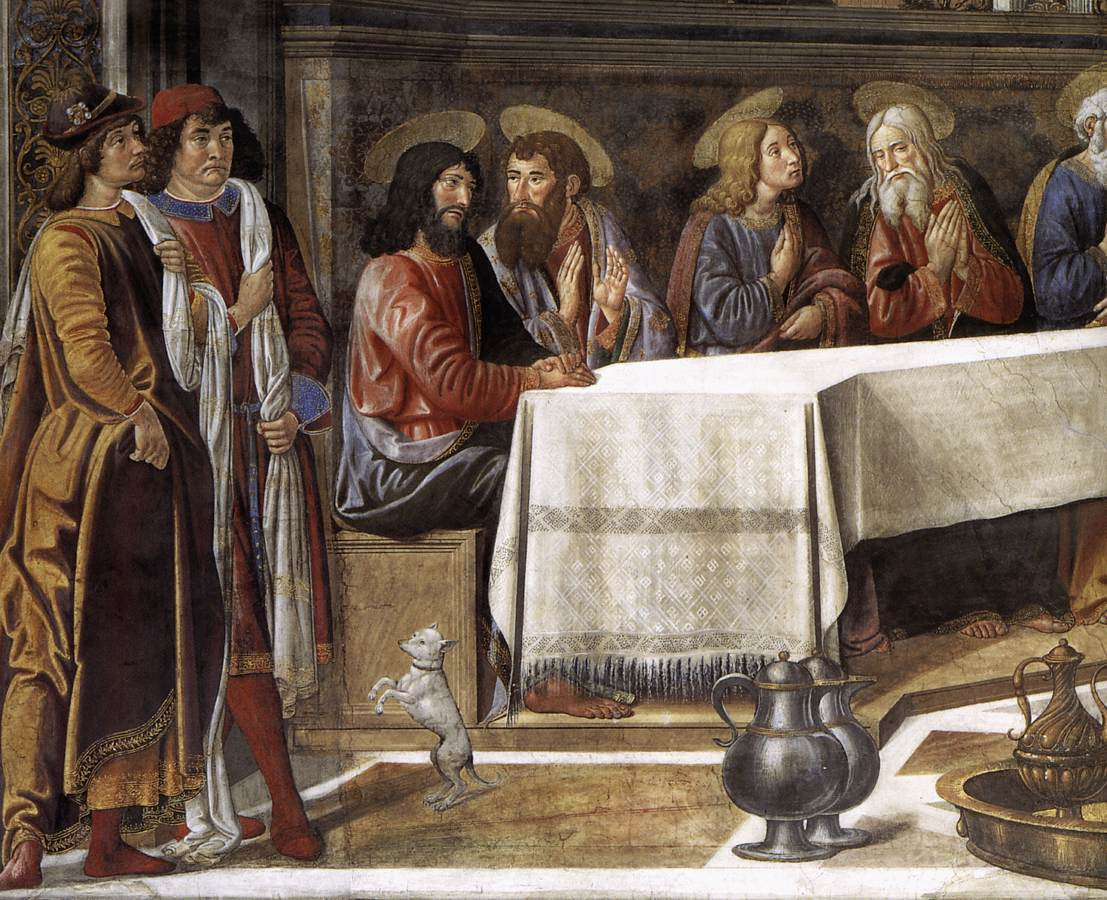
Detalle

Los trabajos se desarrollaron rápidamente y el grupo de los primeros florentinos, a los que se unió poco después Luca Signorelli debió terminar la decoración del registro medio y superior de la capilla en 1482. El proyecto iconográfico comprendía una serie de retratos de los treinta primeros pontífices en hornacinas entre las ventanas (hoy ampliamente repintadas y difíciles de atribuir) y dieciséis grandes paneles con las Historias de Moisés (pared derecha) y las Historias de Cristo (pared izquierda), colocados en paralelo para representar, en conjunto, la transposición de la ley divina de las Tablas de la Ley a la figura de Cristo y de estas, a través del episodio clave de la Entrega de las llaves a San Pedro y sus descendientes, es decir, el propio pontífice. Por lo tanto, era una reafirmación del fundamento y la sacralidad del poder papal, con referencias explícitas también a quienes se atrevían a contradecirlo (evidente en la escena del Castigo de los rebeldes). De estas dieciséis escenas, que representaban el triunfo del arte florentino del siglo XV, catorce permanecen hoy en día: dos, con el retablo de la Asunción de Perugino fueron destruidas para dar cabida al Juicio Final de Miguel Ángel y dos (de Ghirlandaio y Signorelli), en el lado opuesto, se encontraban ya en mal estado un siglo más tarde y fueron repintadas en la segunda mitad del siglo XVI. 
En cuanto a las obras de Cosimo Rosselli, Vasari relata cómo sufrieron el sarcasmo de los otros maestros por su debilidad en el dibujo: él era, de hecho, el menos dotado entre esas fuertes personalidades artísticas. Rosselli, sin embargo, consciente de sus límites pero también inteligente, había acentuado el uso de colores fuertes y brillantes y de reflejos dorados que reverberaban sobre todo a la luz de las velas. Esto fue particularmente agradable para el Papa, quien, entendiendo poco de arte, evidentemente prefirió lo llamativo a lo bello, otorgándole una mayor recompensa material sobre el resto de artistas.

## Descripción y estilo

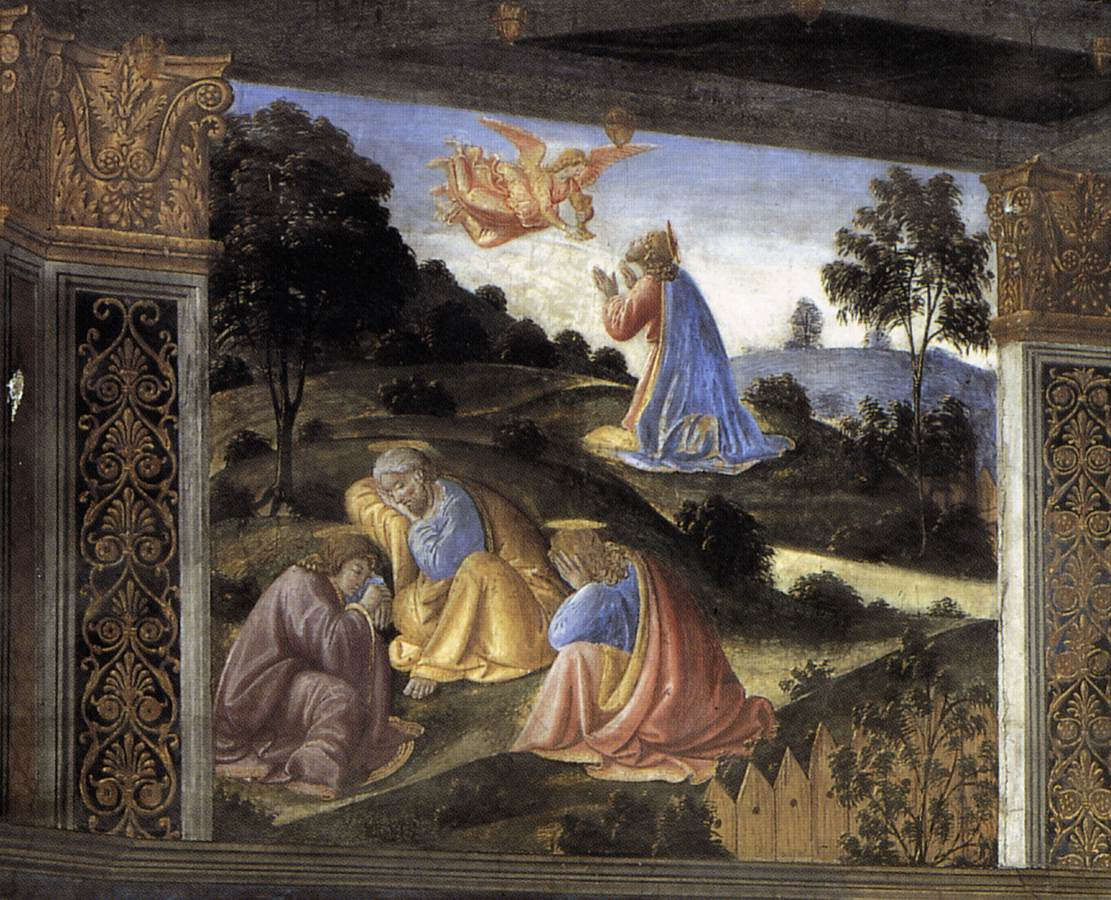
Oración en el huerto.

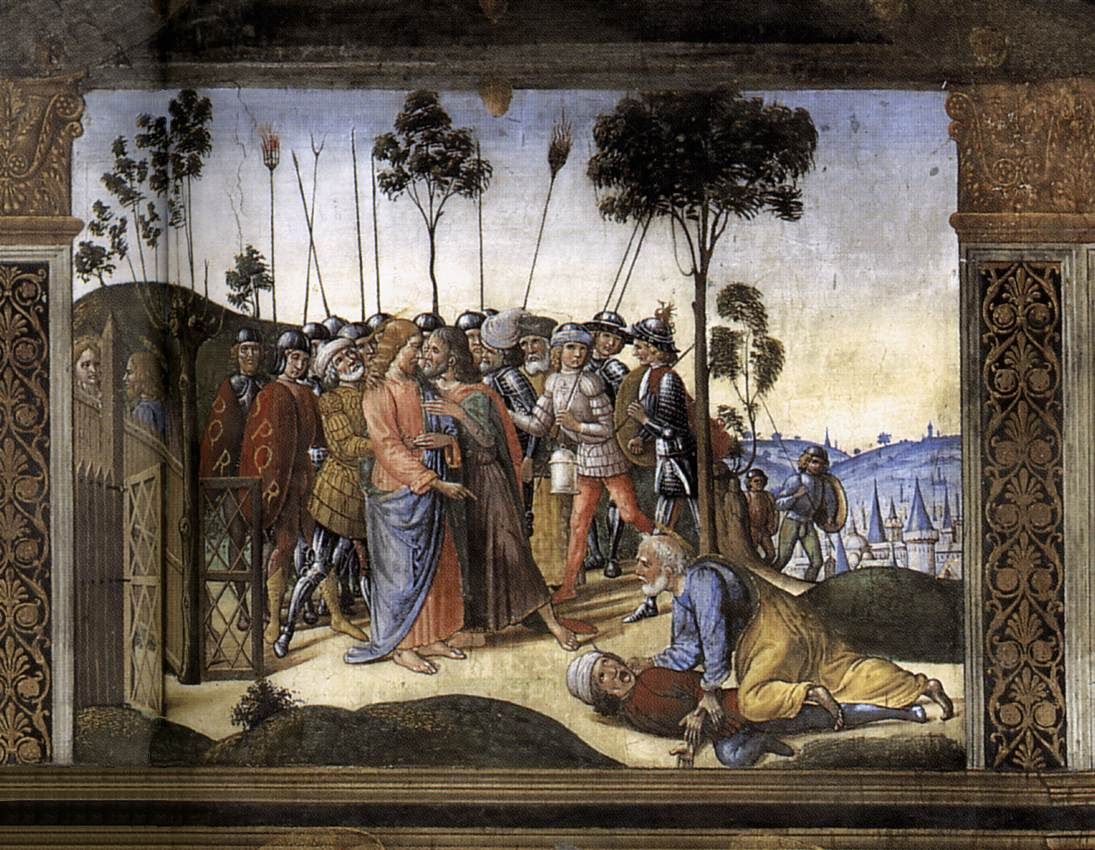
Prendimiento de cristo.

La escena es parte de las Historias de Jesús y, como otras del ciclo, muestra varios episodios a la vez. La inscripción en el friso dice: REPLICATIO LEGIS EVANGELICAE A CHRISTO (Repetición de la ley evangélica por Cristo). El cenáculo está situado en una exedra semicircular, donde se puede ver la mesa de herradura con Jesús en el centro y los apóstoles a los lados. Judas, como de costumbre, está representado con aureola oscura al otro lado de la mesa de espaldas, una posición normalmente reservada para las figuras negativas, y la escena doméstica  de pelea del perro y el gato acentúan más esta connotación negativa. La escena muestra el momento inmediatamente posterior al anuncio de Jesús de la traición de uno de los apóstoles, que genera algunas reacciones, en realidad muy contenidas y apenas expresivas, como tocarse el pecho para preguntarse si la traición es causada por ellos mismos.   
El hecho de que la mesa se mantenga libre de toda vajilla y comida a excepción de un solo cáliz delante de Cristo indica la intención de alejar del espectador la idea de un banquete normal, mientras que en primer plano hay vajilla dorada y plateada, un pequeño bodegón derivado del ejemplo del arte flamenco, muy en boga en la Florencia de la época . A ambos lados de la escena hay dos pares de espectadores de la época, ricamente vestidos con sus ropas modernas. Frente a uno de ellos, a la izquierda, hay también un pequeño perro que se levanta sobre sus pequeñas patas como para pedir comida, este animal es retratado también en la pintura del Paso del Mar Rojo.   
En las ventanas de la parte posterior hay representados tres episodios de la Pasión: la Oración en el huerto, el Prendimiento de Cristo y la Crucifixión. Se trata de escenas atribuidas por algunos a Biagio d'Antonio, y que más que en el paisaje, que en cualquier caso está integrado entre escena y escena, aparecen como pinturas en el cuadro. Unos años más tarde, Perugino retomó la idea en la Última Cena de Fuligno, eligiendo sin embargo una sola escena que se desarrolla a lo lejos, en el paisaje.